# Mariah Carey/Diskografie
Diese Diskografie ist eine Übersicht über die musikalischen Werke der US-amerikanischen Pop-Sängerin Mariah Carey. Den Quellenangaben und Schallplattenauszeichnungen zufolge hat sie bisher mehr als 216,6 Millionen Tonträger verkauft, davon alleine in ihrer Heimat über 157,8 Millionen, damit zählt sie zu den Interpretinnen mit den meisten verkauften Tonträgern weltweit. Ihre erfolgreichste Veröffentlichung ist das dritte Studioalbum Music Box mit über 32 Millionen verkauften Einheiten. In Deutschland zählen die Millionenseller All I Want for Christmas Is You und Music Box zu den meistverkauften Singles beziehungsweise Alben des Landes.

## Alben

### Studioalben
| Jahr | Titel Musiklabel                                                | Höchstplatzierung, Gesamtwochen, AuszeichnungChartplatzierungen (Jahr, Titel, Musiklabel, Platzierungen, Wochen, Auszeichnungen, Anmerkungen) | Höchstplatzierung, Gesamtwochen, AuszeichnungChartplatzierungen (Jahr, Titel, Musiklabel, Platzierungen, Wochen, Auszeichnungen, Anmerkungen) | Höchstplatzierung, Gesamtwochen, AuszeichnungChartplatzierungen (Jahr, Titel, Musiklabel, Platzierungen, Wochen, Auszeichnungen, Anmerkungen) | Höchstplatzierung, Gesamtwochen, AuszeichnungChartplatzierungen (Jahr, Titel, Musiklabel, Platzierungen, Wochen, Auszeichnungen, Anmerkungen) | Höchstplatzierung, Gesamtwochen, AuszeichnungChartplatzierungen (Jahr, Titel, Musiklabel, Platzierungen, Wochen, Auszeichnungen, Anmerkungen) | Höchstplatzierung, Gesamtwochen, AuszeichnungChartplatzierungen (Jahr, Titel, Musiklabel, Platzierungen, Wochen, Auszeichnungen, Anmerkungen) | Anmerkungen                                                     |
| Jahr | Titel Musiklabel                                                | DE | AT | CH | UK | US | R&B | Anmerkungen                                                     |
| ---- | --------------------------------------------------------------- | --- | --- | --- | --- | --- | --- | --------------------------------------------------------------- |
| 1990 | Mariah Carey CBS Records (Sony)                                 | DE24 (19 Wo.)DE | — | CH15 Gold · (15 Wo.)CH | UK6 Platin · (43 Wo.)UK | US1 ×9Neunfachplatin · (113 Wo.)US | R&B3 (68 Wo.)R&B | Erstveröffentlichung: 17. Juni 1990 Verkäufe: + 15.000.000      |
| 1991 | Emotions Columbia Records (Sony)                                | DE46 (10 Wo.)DE | AT39 (1 Wo.)AT | CH15 Gold · (9 Wo.)CH | UK4 Platin · (40 Wo.)UK | US4 ×4Vierfachplatin · (54 Wo.)US | R&B6 (44 Wo.)R&B | Erstveröffentlichung: 13. September 1991 Verkäufe: + 8.000.000  |
| 1993 | Music Box Columbia Records (Sony)                               | DE1 ×2Doppelplatin · (80 Wo.)DE | AT1 ×2Doppelplatin · (40 Wo.)AT | CH1 ×4Vierfachplatin · (72 Wo.)CH | UK1 ×5Fünffachplatin · (78 Wo.)UK | US1 Diamant · (128 Wo.)US | R&B1 (86 Wo.)R&B | Erstveröffentlichung: 31. August 1993 Verkäufe: + 32.000.000    |
| 1995 | Daydream Columbia Records (Sony)                                | DE1 Platin · (43 Wo.)DE | AT5 Gold · (21 Wo.)AT | CH1 Gold · (27 Wo.)CH | UK1 ×2Doppelplatin · (49 Wo.)UK | US1 Diamant + Platin · (81 Wo.)US | R&B1 (74 Wo.)R&B | Erstveröffentlichung: 28. September 1995 Verkäufe: + 25.000.000 |
| 1997 | Butterfly Columbia Records (Sony)                               | DE7 (26 Wo.)DE | AT5 (16 Wo.)AT | CH3 Gold · (17 Wo.)CH | UK2 Platin · (31 Wo.)UK | US1 ×5Fünffachplatin · (55 Wo.)US | R&B3 (54 Wo.)R&B | Erstveröffentlichung: 9. September 1997 Verkäufe: + 10.000.000  |
| 1999 | Rainbow Columbia Records (Sony)                                 | DE3 Platin · (19 Wo.)DE | AT4 (9 Wo.)AT | CH2 Gold · (25 Wo.)CH | UK8 Gold · (20 Wo.)UK | US2 ×3Dreifachplatin · (35 Wo.)US | R&B2 (31 Wo.)R&B | Erstveröffentlichung: 15. Oktober 1999 Verkäufe: + 7.000.000    |
| 2002 | Charmbracelet Island Records (UMG)                              | DE32 (5 Wo.)DE | AT34 (7 Wo.)AT | CH9 Gold · (10 Wo.)CH | UK52 Gold · (5 Wo.)UK | US3 Platin · (22 Wo.)US | R&B2 (25 Wo.)R&B | Erstveröffentlichung: 2. Dezember 2002 Verkäufe: + 5.000.000    |
| 2005 | The Emancipation of Mimi Island Records (UME)                   | DE14 Gold · (32 Wo.)DE | AT19 (12 Wo.)AT | CH9 (27 Wo.)CH | UK7 ×2Doppelplatin · (50 Wo.)UK | US1 ×7Siebenfachplatin · (74 Wo.)US | R&B1 (80 Wo.)R&B | Erstveröffentlichung: 4. April 2005 Verkäufe: + 12.000.000      |
| 2008 | E=MC² Island Records (UME)                                      | DE7 (7 Wo.)DE | AT8 (5 Wo.)AT | CH5 (10 Wo.)CH | UK3 Gold · (13 Wo.)UK | US1 Platin · (27 Wo.)US | R&B1 (47 Wo.)R&B | Erstveröffentlichung: 8. April 2008 Verkäufe: + 2.500.000       |
| 2009 | Memoirs of an Imperfect Angel Island Records (UME)              | DE27 (2 Wo.)DE | AT39 (1 Wo.)AT | CH18 (6 Wo.)CH | UK23 Silber · (5 Wo.)UK | US3 Platin · (27 Wo.)US | R&B1 (59 Wo.)R&B | Erstveröffentlichung: 28. September 2009 Verkäufe: + 2.000.000  |
| 2014 | Me. I Am Mariah… The Elusive Chanteuse Def Jam Recordings (UME) | DE27 (1 Wo.)DE | AT38 (1 Wo.)AT | CH16 (2 Wo.)CH | UK14 (2 Wo.)UK | US3 (8 Wo.)US | R&B1 (15 Wo.)R&B | Erstveröffentlichung: 23. Mai 2014 Verkäufe: + 136.500          |
| 2018 | Caution Epic Records (Sony)                                     | DE67 (1 Wo.)DE | AT54 (1 Wo.)AT | CH35 (1 Wo.)CH | UK40 (1 Wo.)UK | US5 (3 Wo.)US | R&B1 (2 Wo.)R&B | Erstveröffentlichung: 16. November 2018 Verkäufe: + 51.000      |

### Livealben
| Jahr | Titel Musiklabel                      | Höchstplatzierung, Gesamtwochen, AuszeichnungChartplatzierungen (Jahr, Titel, Musiklabel, Platzierungen, Wochen, Auszeichnungen, Anmerkungen) | Höchstplatzierung, Gesamtwochen, AuszeichnungChartplatzierungen (Jahr, Titel, Musiklabel, Platzierungen, Wochen, Auszeichnungen, Anmerkungen) | Höchstplatzierung, Gesamtwochen, AuszeichnungChartplatzierungen (Jahr, Titel, Musiklabel, Platzierungen, Wochen, Auszeichnungen, Anmerkungen) | Höchstplatzierung, Gesamtwochen, AuszeichnungChartplatzierungen (Jahr, Titel, Musiklabel, Platzierungen, Wochen, Auszeichnungen, Anmerkungen) | Höchstplatzierung, Gesamtwochen, AuszeichnungChartplatzierungen (Jahr, Titel, Musiklabel, Platzierungen, Wochen, Auszeichnungen, Anmerkungen) | Höchstplatzierung, Gesamtwochen, AuszeichnungChartplatzierungen (Jahr, Titel, Musiklabel, Platzierungen, Wochen, Auszeichnungen, Anmerkungen) | Anmerkungen                                                       |
| Jahr | Titel Musiklabel                      | DE | AT | CH | UK | US | R&B | Anmerkungen                                                       |
| ---- | ------------------------------------- | --- | --- | --- | --- | --- | --- | ----------------------------------------------------------------- |
| 1992 | MTV Unplugged Columbia Records (Sony) | DE30 (37 Wo.)DE | AT21 (10 Wo.)AT | CH19 Gold · (5 Wo.)CH | UK3 Gold · (10 Wo.)UK | US3 ×4Vierfachplatin · (57 Wo.)US | R&B16 (44 Wo.)R&B | Erstveröffentlichung: 2. Juni 1992 Verkäufe: + 4.095.000; Live-EP |

### Kompilationen
| Jahr | Titel Musiklabel                                                          | Höchstplatzierung, Gesamtwochen, AuszeichnungChartplatzierungen (Jahr, Titel, Musiklabel, Platzierungen, Wochen, Auszeichnungen, Anmerkungen) | Höchstplatzierung, Gesamtwochen, AuszeichnungChartplatzierungen (Jahr, Titel, Musiklabel, Platzierungen, Wochen, Auszeichnungen, Anmerkungen) | Höchstplatzierung, Gesamtwochen, AuszeichnungChartplatzierungen (Jahr, Titel, Musiklabel, Platzierungen, Wochen, Auszeichnungen, Anmerkungen) | Höchstplatzierung, Gesamtwochen, AuszeichnungChartplatzierungen (Jahr, Titel, Musiklabel, Platzierungen, Wochen, Auszeichnungen, Anmerkungen) | Höchstplatzierung, Gesamtwochen, AuszeichnungChartplatzierungen (Jahr, Titel, Musiklabel, Platzierungen, Wochen, Auszeichnungen, Anmerkungen) | Höchstplatzierung, Gesamtwochen, AuszeichnungChartplatzierungen (Jahr, Titel, Musiklabel, Platzierungen, Wochen, Auszeichnungen, Anmerkungen) | Anmerkungen                                                    |
| Jahr | Titel Musiklabel                                                          | DE | AT | CH | UK | US | R&B | Anmerkungen                                                    |
| ---- | ------------------------------------------------------------------------- | --- | --- | --- | --- | --- | --- | -------------------------------------------------------------- |
| 1998 | #1’s Columbia Records (Sony)                                              | DE10 Gold · (28 Wo.)DE | AT6 (16 Wo.)AT | CH3 Platin · (26 Wo.)CH | UK10 ×2Doppelplatin · (36 Wo.)UK | US4 ×6Sechsfachplatin · (62 Wo.)US | R&B6 (37 Wo.)R&B | Erstveröffentlichung: 13. November 1998 Verkäufe: + 11.800.000 |
| 2001 | Greatest Hits Columbia Records (Sony)                                     | DE36 (5 Wo.)DE | AT40 (5 Wo.)AT | CH17 (7 Wo.)CH | UK7 ×3Dreifachplatin · (38 Wo.)UK | US52 ×2Doppelplatin · (13 Wo.)US | R&B36 (8 Wo.)R&B | Erstveröffentlichung: 4. Dezember 2001 Verkäufe: + 3.855.000   |
| 2008 | The Ballads Columbia Records / Legacy Recordings (Sony)                   | — | — | — | UK13 Gold · (12 Wo.)UK | US10 (9 Wo.)US | R&B7 (16 Wo.)R&B | Erstveröffentlichung: 17. Oktober 2008 Verkäufe: + 502.500     |
| 2011 | The Essential Mariah Carey Columbia Records / Legacy Recordings (Sony)    | — | — | — | — | — | R&B42 (6 Wo.)R&B | Erstveröffentlichung: 17. Juni 2011                            |
| 2015 | #1 to Infinity Columbia Records / Legacy Recordings / Epic Records (Sony) | — | — | CH49 (2 Wo.)CH | UK8 Gold · (6 Wo.)UK | US29 (5 Wo.)US | R&B2 (16 Wo.)R&B | Erstveröffentlichung: 15. Mai 2015 Verkäufe: + 186.000         |
| 2020 | The Rarities Columbia Records (Sony)                                      | DE65 (1 Wo.)DE | — | CH29 (1 Wo.)CH | UK44 (1 Wo.)UK | US31 (1 Wo.)US | R&B15 (1 Wo.)R&B | Erstveröffentlichung: 2. Oktober 2020                          |

### Remixalben
| Jahr | Titel Musiklabel                    | Höchstplatzierung, Gesamtwochen, AuszeichnungChartplatzierungen (Jahr, Titel, Musiklabel, Platzierungen, Wochen, Auszeichnungen, Anmerkungen) | Höchstplatzierung, Gesamtwochen, AuszeichnungChartplatzierungen (Jahr, Titel, Musiklabel, Platzierungen, Wochen, Auszeichnungen, Anmerkungen) | Höchstplatzierung, Gesamtwochen, AuszeichnungChartplatzierungen (Jahr, Titel, Musiklabel, Platzierungen, Wochen, Auszeichnungen, Anmerkungen) | Höchstplatzierung, Gesamtwochen, AuszeichnungChartplatzierungen (Jahr, Titel, Musiklabel, Platzierungen, Wochen, Auszeichnungen, Anmerkungen) | Höchstplatzierung, Gesamtwochen, AuszeichnungChartplatzierungen (Jahr, Titel, Musiklabel, Platzierungen, Wochen, Auszeichnungen, Anmerkungen) | Höchstplatzierung, Gesamtwochen, AuszeichnungChartplatzierungen (Jahr, Titel, Musiklabel, Platzierungen, Wochen, Auszeichnungen, Anmerkungen) | Anmerkungen                                                |
| Jahr | Titel Musiklabel                    | DE | AT | CH | UK | US | R&B | Anmerkungen                                                |
| ---- | ----------------------------------- | --- | --- | --- | --- | --- | --- | ---------------------------------------------------------- |
| 2003 | The Remixes Columbia Records (Sony) | — | — | CH69 (4 Wo.)CH | UK35 (4 Wo.)UK | US26 Gold · (5 Wo.)US | R&B25 (5 Wo.)R&B | Erstveröffentlichung: 14. Oktober 2003 Verkäufe: + 507.500 |

### Soundtracks
| Jahr | Titel Musiklabel                                                  | Höchstplatzierung, Gesamtwochen, AuszeichnungChartplatzierungen (Jahr, Titel, Musiklabel, Platzierungen, Wochen, Auszeichnungen, Anmerkungen) | Höchstplatzierung, Gesamtwochen, AuszeichnungChartplatzierungen (Jahr, Titel, Musiklabel, Platzierungen, Wochen, Auszeichnungen, Anmerkungen) | Höchstplatzierung, Gesamtwochen, AuszeichnungChartplatzierungen (Jahr, Titel, Musiklabel, Platzierungen, Wochen, Auszeichnungen, Anmerkungen) | Höchstplatzierung, Gesamtwochen, AuszeichnungChartplatzierungen (Jahr, Titel, Musiklabel, Platzierungen, Wochen, Auszeichnungen, Anmerkungen) | Höchstplatzierung, Gesamtwochen, AuszeichnungChartplatzierungen (Jahr, Titel, Musiklabel, Platzierungen, Wochen, Auszeichnungen, Anmerkungen) | Höchstplatzierung, Gesamtwochen, AuszeichnungChartplatzierungen (Jahr, Titel, Musiklabel, Platzierungen, Wochen, Auszeichnungen, Anmerkungen) | Anmerkungen                                                 |
| Jahr | Titel Musiklabel                                                  | DE | AT | CH | UK | US | R&B | Anmerkungen                                                 |
| ---- | ----------------------------------------------------------------- | --- | --- | --- | --- | --- | --- | ----------------------------------------------------------- |
| 2001 | Glitter Virgin Music (EMI)                                        | DE7 (5 Wo.)DE | AT14 (4 Wo.)AT | CH10 Gold · (7 Wo.)CH | UK10 (4 Wo.)UK | US7 Platin · (12 Wo.)US | R&B6 (11 Wo.)R&B | Erstveröffentlichung: 18. August 2001 Verkäufe: + 1.610.000 |
| 2020 | Mariah Carey’s Magical Christmas Special Legacy Recordings (Sony) | — | — | CH37 (1 Wo.)CH | — | US100 (1 Wo.)US | R&B40 (1 Wo.)R&B | Erstveröffentlichung: 4. Dezember 2020                      |

### EPs
| Jahr | Titel Musiklabel                              | Anmerkungen                                                                           |
| ---- | --------------------------------------------- | ------------------------------------------------------------------------------------- |
| 2020 | The Live Debut – 1990 Columbia Records (Sony) | Erstveröffentlichung: 17. Juli 2020 Veröffentlichung zum 30-jährigen Karrierejubiläum |

### Weihnachtsalben
| Jahr | Titel Musiklabel                            | Höchstplatzierung, Gesamtwochen, AuszeichnungChartplatzierungen (Jahr, Titel, Musiklabel, Platzierungen, Wochen, Auszeichnungen, Anmerkungen) | Höchstplatzierung, Gesamtwochen, AuszeichnungChartplatzierungen (Jahr, Titel, Musiklabel, Platzierungen, Wochen, Auszeichnungen, Anmerkungen) | Höchstplatzierung, Gesamtwochen, AuszeichnungChartplatzierungen (Jahr, Titel, Musiklabel, Platzierungen, Wochen, Auszeichnungen, Anmerkungen) | Höchstplatzierung, Gesamtwochen, AuszeichnungChartplatzierungen (Jahr, Titel, Musiklabel, Platzierungen, Wochen, Auszeichnungen, Anmerkungen) | Höchstplatzierung, Gesamtwochen, AuszeichnungChartplatzierungen (Jahr, Titel, Musiklabel, Platzierungen, Wochen, Auszeichnungen, Anmerkungen) | Höchstplatzierung, Gesamtwochen, AuszeichnungChartplatzierungen (Jahr, Titel, Musiklabel, Platzierungen, Wochen, Auszeichnungen, Anmerkungen) | Anmerkungen                                                 |
| Jahr | Titel Musiklabel                            | DE | AT | CH | UK | US | R&B | Anmerkungen                                                 |
| ---- | ------------------------------------------- | --- | --- | --- | --- | --- | --- | ----------------------------------------------------------- |
| 1994 | Merry Christmas Columbia Records (Sony)     | DE2 Gold · (14 Wo.)DE | AT4 Gold · (14 Wo.)AT | CH4 Gold · (28 Wo.)CH | UK32 Platin · (21 Wo.)UK | US3 ×9Neunfachplatin · (133 Wo.)US | R&B4 (13 Wo.)R&B | Erstveröffentlichung: 28. Oktober 1994 Verkäufe: 15.000.000 |
| 2010 | Merry Christmas II You Island Records (UME) | DE77 (1 Wo.)DE | AT45 (1 Wo.)AT | — | — | US4 Gold · (15 Wo.)US | R&B1 (10 Wo.)R&B | Erstveröffentlichung: 29. Oktober 2010 Verkäufe: + 587.000  |

## Singles

### Als Leadmusikerin
| Jahr | Titel Album                                                  | Höchstplatzierung, Gesamtwochen, AuszeichnungChartplatzierungen (Jahr, Titel, Album, Platzierungen, Wochen, Auszeichnungen, Anmerkungen) | Höchstplatzierung, Gesamtwochen, AuszeichnungChartplatzierungen (Jahr, Titel, Album, Platzierungen, Wochen, Auszeichnungen, Anmerkungen) | Höchstplatzierung, Gesamtwochen, AuszeichnungChartplatzierungen (Jahr, Titel, Album, Platzierungen, Wochen, Auszeichnungen, Anmerkungen) | Höchstplatzierung, Gesamtwochen, AuszeichnungChartplatzierungen (Jahr, Titel, Album, Platzierungen, Wochen, Auszeichnungen, Anmerkungen) | Höchstplatzierung, Gesamtwochen, AuszeichnungChartplatzierungen (Jahr, Titel, Album, Platzierungen, Wochen, Auszeichnungen, Anmerkungen) | Höchstplatzierung, Gesamtwochen, AuszeichnungChartplatzierungen (Jahr, Titel, Album, Platzierungen, Wochen, Auszeichnungen, Anmerkungen) | Anmerkungen                                                                                          | [↑]: gemeinsam behandelt mit vorhergehendem Eintrag; [←]: in beiden Charts platziert |
| Jahr | Titel Album                                                  | DE | AT | CH | UK | US | R&B | Anmerkungen                                                                                          |                                                                                      |
| --- | ------------------------------------------------------------ | --- | --- | --- | --- | --- | --- | --- | ------------------------------------------------------------------------------------ |
| 1990 | Vision of Love Mariah Carey                                  | DE17 (22 Wo.)DE | — | CH24 (5 Wo.)CH | UK9 (12 Wo.)UK | US1 Platin · (22 Wo.)US | R&B1 (22 Wo.)R&B | Erstveröffentlichung: 15. Mai 1990                                                                   |                                                                                      |
| 1990 | Love Takes Time Mariah Carey                                 | DE57 (15 Wo.)DE | — | — | UK37 (8 Wo.)UK | US1 Platin · (26 Wo.)US | R&B1 (22 Wo.)R&B | Erstveröffentlichung: 11. September 1990                                                             |                                                                                      |
| 1990 | Someday Mariah Carey                                         | — | — | — | UK38 (5 Wo.)UK | US1 Gold · (19 Wo.)US | R&B3 (16 Wo.)R&B | Erstveröffentlichung: 13. Dezember 1990                                                              |                                                                                      |
| 1991 | I Don’t Wanna Cry Mariah Carey                               | — | — | — | — | US1 Gold · (19 Wo.)US | R&B2 (16 Wo.)R&B | Erstveröffentlichung: 25. März 1991                                                                  |                                                                                      |
| 1991 | There’s Got to Be a Way Mariah Carey                         | — | — | — | UK54 (3 Wo.)UK | — | — | Erstveröffentlichung: 6. Mai 1991                                                                    |                                                                                      |
| 1991 | Emotions                                                     | DE39 (13 Wo.)DE | — | — | UK17 (9 Wo.)UK | US1 Platin · (20 Wo.)US | R&B1 (16 Wo.)R&B | Erstveröffentlichung: 13. August 1991                                                                |                                                                                      |
| 1991 | Can’t Let Go Emotions                                        | — | — | — | UK20 (7 Wo.)UK | US2 Gold · (20 Wo.)US | R&B2 (20 Wo.)R&B | Erstveröffentlichung: 23. Oktober 1991                                                               |                                                                                      |
| 1992 | Make It Happen Emotions                                      | DE74 (5 Wo.)DE | — | — | UK17 (5 Wo.)UK | US5 (22 Wo.)US | R&B7 (16 Wo.)R&B | Erstveröffentlichung: 1. Februar 1992                                                                |                                                                                      |
| 1992 | I’ll Be There MTV Unplugged                                  | DE33 (14 Wo.)DE | — | CH20 (11 Wo.)CH | UK2 (9 Wo.)UK | US1 Gold · (22 Wo.)US | R&B11 (13 Wo.)R&B | Erstveröffentlichung: 26. Mai 1992 mit Trey Lorenz                                                   |                                                                                      |
| 1992 | If It’s Over MTV Unplugged                                   | — | — | — | — | — | — | Erstveröffentlichung: 21. Dezember 1992                                                              |                                                                                      |
| 1993 | Dreamlover Music Box                                         | DE39 (14 Wo.)DE | — | CH13 (16 Wo.)CH | UK9 (10 Wo.)UK | US1 Platin · (29 Wo.)US | R&B2 (27 Wo.)R&B | Erstveröffentlichung: 27. Juli 1993                                                                  |                                                                                      |
| 1993 | Hero Music Box                                               | DE41 (25 Wo.)DE | — | — | UK7 Gold · (19 Wo.)UK | US1 ×3Dreifachplatin · (30 Wo.)US | R&B5 (20 Wo.)R&B | Erstveröffentlichung: 19. Oktober 1993                                                               |                                                                                      |
| 1994 | Without You Music Box                                        | DE1 Platin · (34 Wo.)DE | AT1 Platin · (24 Wo.)AT | CH1 Gold · (33 Wo.)CH | UK1 Platin · (14 Wo.)UK | US3 Platin · (23 Wo.)US | R&B7 (20 Wo.)R&B | Erstveröffentlichung: 23. Januar 1994                                                                |                                                                                      |
| 1994 | Never Forget You Music Box                                   | — | — | — | —[US: ↑][R&B: ↑] | US3 Platin · (23 Wo.)US | R&B7 (20 Wo.)R&B | Erstveröffentlichung: 22. Februar 1994                                                               |                                                                                      |
| 1994 | Anytime You Need a Friend Music Box                          | DE41 (14 Wo.)DE | AT25 (3 Wo.)AT | CH15 (15 Wo.)CH | UK8 (11 Wo.)UK | US12 Gold · (21 Wo.)US | R&B22 (18 Wo.)R&B | Erstveröffentlichung: 31. Mai 1994                                                                   |                                                                                      |
| 1994 | All I Want for Christmas Is You Merry Christmas              | DE1 a ×3Dreifachplatin · (109 Wo.)DE | AT1 b (98 Wo.)AT | CH1 c (94 Wo.)CH | UK1 d ×9Neunfachplatin · (140 Wo.)UK | US1 e ×6Diamant + Sechsfachplatin · (71 Wo.)US                                                                                           | — | Erstveröffentlichung: 1. November 1994 · Verkäufe: + 32.289.215; US: ×2Doppelplatin (Mastertone)     |                                                                                      |
| 1995 | Fantasy Daydream                                             | DE17 (20 Wo.)DE | AT13 (12 Wo.)AT | CH10 (18 Wo.)CH | UK4 ×2Doppelplatin · (13 Wo.)UK | US1 ×6Sechsfachplatin · (25 Wo.)US | R&B1 (25 Wo.)R&B | Erstveröffentlichung: 12. September 1995                                                             |                                                                                      |
| 1995 | One Sweet Day Daydream                                       | DE25 (17 Wo.)DE | AT25 (9 Wo.)AT | CH12 (15 Wo.)CH | UK6 Gold · (12 Wo.)UK | US1 ×4Vierfachplatin · (27 Wo.)US | R&B2 (23 Wo.)R&B | Erstveröffentlichung: 14. November 1995 mit Boyz II Men                                              |                                                                                      |
| 1995 | Open Arms Daydream                                           | DE65 (8 Wo.)DE | — | CH30 (5 Wo.)CH | UK4 (11 Wo.)UK | — | — | Erstveröffentlichung: 5. Dezember 1995                                                               |                                                                                      |
| 1996 | Always Be My Baby Daydream                                   | DE76 (9 Wo.)DE | — | — | UK3 Platin · (15 Wo.)UK | US1 ×5Platin (Mastertone) + Fünffachplatin · (32 Wo.)US                                                                                  | R&B1 (22 Wo.)R&B | Erstveröffentlichung: 9. März 1996                                                                   |                                                                                      |
| 1997 | Honey Butterfly                                              | DE38 (9 Wo.)DE | AT39 (1 Wo.)AT | CH23 (9 Wo.)CH | UK3 Silber · (8 Wo.)UK | US1 ×2Doppelplatin · (20 Wo.)US | R&B2 (22 Wo.)R&B | Erstveröffentlichung: 25. August 1997                                                                |                                                                                      |
| 1997 | Butterfly                                                    | DE76 (1 Wo.)DE | — | — | UK22 (8 Wo.)UK | — | — | Erstveröffentlichung: 29. September 1997                                                             |                                                                                      |
| 1998 | Breakdown Butterfly                                          | — | — | — | UK98 (1 Wo.)UK | — | — | Erstveröffentlichung: 6. Januar 1998 feat. Krayzie Bone & Wish Bone                                  |                                                                                      |
| 1998 | The Roof (Back in Time) Butterfly                            | — | — | — | UK87 (2 Wo.)UK | — | — | Erstveröffentlichung: 20. März 1998                                                                  |                                                                                      |
| 1998 | My All Butterfly                                             | DE30 (19 Wo.)DE | AT31 (12 Wo.)AT | CH7 (21 Wo.)CH | UK4 Silber · (8 Wo.)UK | US1 ×2Doppelplatin · (20 Wo.)US | R&B4 (21 Wo.)R&B | Erstveröffentlichung: 21. April 1998                                                                 |                                                                                      |
| 1998 | Sweetheart #1’s                                              | DE14 (13 Wo.)DE | — | CH18 (6 Wo.)CH | — | — | — | Erstveröffentlichung: 6. Oktober 1998 mit Jermaine Dupri                                             |                                                                                      |
| 1998 | When You Believe #1’s                                        | DE8 Gold · (20 Wo.)DE | AT6 (19 Wo.)AT | CH2 Gold · (24 Wo.)CH | UK4 Gold · (16 Wo.)UK | US15 Gold + Platin (Digital) · (17 Wo.)US                                                                                                | R&B33 (12 Wo.)R&B | Erstveröffentlichung: 2. November 1998 mit Whitney Houston                                           |                                                                                      |
| 1999 | I Still Believe #1’s                                         | DE58 (9 Wo.)DE | — | CH31 (4 Wo.)CH | UK16 (9 Wo.)UK | US4 Platin · (20 Wo.)US | R&B3 (20 Wo.)R&B | Erstveröffentlichung: 13. April 1999                                                                 |                                                                                      |
| 1999 | Heartbreaker Rainbow                                         | DE9 (15 Wo.)DE | AT17 (12 Wo.)AT | CH7 (23 Wo.)CH | UK5 Gold · (15 Wo.)UK | US1 ×2Doppelplatin · (20 Wo.)US | R&B1 (20 Wo.)R&B | Erstveröffentlichung: 21. September 1999 mit Jay-Z                                                   |                                                                                      |
| 2000 | Thank God I Found You Rainbow                                | DE28 (9 Wo.)DE | — | CH17 (13 Wo.)CH | UK10 (12 Wo.)UK | US1 Platin · (20 Wo.)US | R&B1 (23 Wo.)R&B | Erstveröffentlichung: 1. Januar 2000 mit Joe & 98 Degrees                                            |                                                                                      |
| 2000 | Against All Odds (Take a Look at Me Now) Rainbow             | DE29 (11 Wo.)DE | — | CH20 (27 Wo.)CH | UK1 Gold · (15 Wo.)UK | — | — | Erstveröffentlichung: 29. Mai 2000 feat. Westlife                                                    |                                                                                      |
| 2000 | Crybaby / Can’t Take That Away (Mariah’s Theme) Rainbow      | — | — | — | — | US28 (7 Wo.)US | R&B23 (18 Wo.)R&B | Erstveröffentlichung: 20. Juli 2000 mit Snoop Dogg                                                   |                                                                                      |
| 2001 | Loverboy Glitter                                             | DE57 (4 Wo.)DE | AT65 (3 Wo.)AT | CH66 (4 Wo.)CH | UK12 (11 Wo.)UK | US2 Platin · (14 Wo.)US | R&B1 (17 Wo.)R&B | Erstveröffentlichung: 16. Juli 2001 mit Da Brat, Shawnna, 22 & Ludacris                              |                                                                                      |
| 2001 | Never Too Far Glitter                                        | DE97 (1 Wo.)DE | — | CH65 (2 Wo.)CH | UK32 (7 Wo.)UK | — | — | Erstveröffentlichung: 14. August 2001                                                                |                                                                                      |
| 2001 | Don’t Stop (Funkin’ 4 Jamaica) Glitter[DE: ↑]                | DE97 (1 Wo.)DE | —[CH: ↑][UK: ↑] | CH65 (2 Wo.)CH | UK32 (7 Wo.)UK | — | R&B42 (9 Wo.)R&B | Erstveröffentlichung: 10. Dezember 2001 mit Mystikal                                                 |                                                                                      |
| 2001 | Never Too Far/Hero Medley Greatest Hits (Japan-Edition)      | — | — | — | — | US81 (3 Wo.)US | R&B66 (4 Wo.)R&B | Erstveröffentlichung: 11. Dezember 2001                                                              |                                                                                      |
| 2002 | Through the Rain Charmbracelet                               | DE36 (9 Wo.)DE | AT45 (11 Wo.)AT | CH7 (16 Wo.)CH | UK8 (8 Wo.)UK | US81 (9 Wo.)US | R&B69 (7 Wo.)R&B | Erstveröffentlichung: 17. Oktober 2002                                                               |                                                                                      |
| 2003 | Boy (I Need You) Charmbracelet                               | DE73 (3 Wo.)DE | — | CH78 (7 Wo.)CH | UK17 (7 Wo.)UK | — | R&B68 (8 Wo.)R&B | Erstveröffentlichung: 24. März 2003 mit Cam’ron                                                      |                                                                                      |
| 2003 | I Know What You Want It Ain’t Safe No More                   | DE9 (12 Wo.)DE | AT40 (15 Wo.)AT | CH5 (23 Wo.)CH | UK3 Gold · (18 Wo.)UK | US3 Platin · (24 Wo.)US | R&B2 (29 Wo.)R&B | Erstveröffentlichung: 12. Mai 2003 mit Busta Rhymes feat. Flipmode Squad                             |                                                                                      |
| 2003 | What More Can I Give –                                       | — | — | — | — | — | — | Erstveröffentlichung: 27. Oktober 2003 Charitysingle, als Teil von The All Stars mit Michael Jackson |                                                                                      |
| 2003 | Bringin’ on the Heartbreak Charmbracelet                     | — | AT55 (1 Wo.)AT | CH28 (8 Wo.)CH | — | — | — | Erstveröffentlichung: 25. November 2003                                                              |                                                                                      |
| 2005 | It’s Like That The Emancipation of Mimi                      | DE14 (11 Wo.)DE | AT33 (11 Wo.)AT | CH10 (18 Wo.)CH | UK4 Silber · (15 Wo.)UK | US16 Platin · (20 Wo.)US | R&B17 (20 Wo.)R&B | Erstveröffentlichung: 7. Januar 2005                                                                 |                                                                                      |
| 2005 | We Belong Together The Emancipation of Mimi                  | DE11 (11 Wo.)DE | AT31 (11 Wo.)AT | CH4 (13 Wo.)CH | UK2 Platin · (26 Wo.)UK | US1 ×7Siebenfachplatin + Platin (Mastertone) · (43 Wo.)US                                                                                | R&B1 (52 Wo.)R&B | Erstveröffentlichung: 29. März 2005                                                                  |                                                                                      |
| 2005 | Shake It Off The Emancipation of Mimi                        | — | — | — | UK9 (9 Wo.)UK | US2 ×2Doppelplatin + Gold (Mastertone) · (26 Wo.)US                                                                                      | R&B2 (35 Wo.)R&B | Erstveröffentlichung: 12. Juli 2005                                                                  |                                                                                      |
| 2005 | Get Your Number The Emancipation of Mimi                     | DE27 (9 Wo.)DE | AT41 (11 Wo.)AT | CH14 (21 Wo.)CH[UK: ↑] | UK9 (9 Wo.)UK | — | — | Erstveröffentlichung: 3. Oktober 2005 mit Jermaine Dupri                                             |                                                                                      |
| 2005 | Don’t Forget About Us The Emancipation of Mimi               | DE41 (8 Wo.)DE | AT61 (3 Wo.)AT | CH19 (5 Wo.)CH | UK11 (10 Wo.)UK | US1 Platin (Mastertone) + Gold · (21 Wo.)US                                                                                              | R&B1 (25 Wo.)R&B | Erstveröffentlichung: 12. Dezember 2005                                                              |                                                                                      |
| 2006 | Say Somethin’ The Emancipation of Mimi                       | DE63 (3 Wo.)DE | — | CH55 (6 Wo.)CH | UK27 (4 Wo.)UK | US79 (5 Wo.)US | — | Erstveröffentlichung: 3. April 2006 mit Snoop Dogg                                                   |                                                                                      |
| 2008 | Touch My Body E=MC²                                          | DE7 (10 Wo.)DE | AT10 (10 Wo.)AT | CH3 (12 Wo.)CH | UK5 Gold · (13 Wo.)UK | US1 ×3Dreifachplatin + Platin (Mastertone) · (20 Wo.)US                                                                                  | R&B2 (23 Wo.)R&B | Erstveröffentlichung: 12. Februar 2008                                                               |                                                                                      |
| 2008 | Bye Bye E=MC²                                                | DE70 (2 Wo.)DE | — | — | UK30 (11 Wo.)UK | US19 Platin · (12 Wo.)US | R&B33 (12 Wo.)R&B | Erstveröffentlichung: 7. April 2008                                                                  |                                                                                      |
| 2008 | I’ll be Lovin’ U Long Time E=MC²                             | — | — | — | UK84 (1 Wo.)UK | US58 (8 Wo.)US | R&B36 (13 Wo.)R&B | Erstveröffentlichung: 12. Juli 2008                                                                  |                                                                                      |
| 2008 | I Stay In Love E=MC²                                         | — | — | — | UK95 (1 Wo.)UK | — | R&B81 (10 Wo.)R&B | Erstveröffentlichung: 28. Oktober 2008                                                               |                                                                                      |
| 2009 | Obsessed Memoirs of an Imperfect Angel                       | — | — | CH61 (7 Wo.)CH | UK52 Gold · (3 Wo.)UK | US7 ×4Vierfachplatin · (21 Wo.)US | R&B12 (20 Wo.)R&B | Erstveröffentlichung: 16. Juni 2009                                                                  |                                                                                      |
| 2009 | I Want to Know What Love Is Memoirs of an Imperfect Angel    | DE37 (7 Wo.)DE | AT40 (11 Wo.)AT | CH25 (15 Wo.)CH | UK19 (3 Wo.)UK | US60 (6 Wo.)US | R&B40 (12 Wo.)R&B | Erstveröffentlichung: 15. September 2009                                                             |                                                                                      |
| 2010 | Up Out My Face Memoirs of an Imperfect Angel                 | — | — | — | — | US100 Gold · (1 Wo.)US | R&B39 (11 Wo.)R&B | Erstveröffentlichung: 16. Februar 2010 mit Nicki Minaj                                               |                                                                                      |
| 2010 | Angels Cry Memoirs of an Imperfect Angel                     | — | — | — | UK81 (1 Wo.)UK | — | R&B90 (1 Wo.)R&B | Erstveröffentlichung: 23. Februar 2010 feat. Ne-Yo                                                   |                                                                                      |
| 2010 | Oh Santa! Merry Christmas II You                             | — | — | — | — | US100 (1 Wo.)US | — | Erstveröffentlichung: 11. Oktober 2010                                                               |                                                                                      |
| 2011 | When Christmas Comes Merry Christmas II You                  | — | — | — | — | — | R&B59 (4 Wo.)R&B | Erstveröffentlichung: 21. November 2011 mit John Legend                                              |                                                                                      |
| 2012 | Triumphant (Get ’Em) –                                       | — | — | — | — | — | R&B53 (8 Wo.)R&B | Erstveröffentlichung: 7. August 2012 feat. Rick Ross & Meek Mill                                     |                                                                                      |
| 2013 | Almost Home Oz the Great and Powerful O.S.T.                 | — | — | — | — | — | — | Erstveröffentlichung: 19. Februar 2013                                                               |                                                                                      |
| 2013 | #Beautiful Me. I Am Mariah… The Elusive Chanteuse            | — | — | — | UK22 Silber · (16 Wo.)UK | US15 ×2Doppelplatin · (16 Wo.)US | R&B3 (20 Wo.)R&B | Erstveröffentlichung: 6. Mai 2013 mit Miguel                                                         |                                                                                      |
| 2013 | The Art of Letting Go Me. I Am Mariah… The Elusive Chanteuse | — | — | — | UK90 (1 Wo.)UK | — | R&B46 (1 Wo.)R&B | Erstveröffentlichung: 11. November 2013                                                              |                                                                                      |
| 2014 | You’re Mine (Eternal) Me. I Am Mariah… The Elusive Chanteuse | — | — | — | UK87 (1 Wo.)UK | US88 (1 Wo.)US | R&B24 (5 Wo.)R&B | Erstveröffentlichung: 12. Februar 2014                                                               |                                                                                      |
| 2015 | Infinity #1 to Infinity                                      | — | — | — | — | US82 (1 Wo.)US | R&B28 (1 Wo.)R&B | Erstveröffentlichung: 27. April 2015                                                                 |                                                                                      |
| 2017 | I Don’t –                                                    | — | — | — | — | US89 (1 Wo.)US | R&B35 (1 Wo.)R&B | Erstveröffentlichung: 3. Februar 2017 feat. YG; Remix auch mit Remy Ma                               |                                                                                      |
| 2018 | GTFO Caution                                                 | — | — | — | — | — | — | Erstveröffentlichung: 14. September 2018                                                             |                                                                                      |
| 2018 | With You Caution                                             | — | — | — | — | — | — | Erstveröffentlichung: 4. Oktober 2018                                                                |                                                                                      |
| 2018 | The Distance Caution                                         | — | — | — | — | — | — | Erstveröffentlichung: 18. Oktober 2018 feat. Ty Dolla Sign                                           |                                                                                      |
| 2018 | A No No Caution                                              | — | — | — | — | — | — | Erstveröffentlichung: 1. November 2018                                                               |                                                                                      |
| 2019 | In the Mix –                                                 | — | — | — | — | — | — | Erstveröffentlichung: 17. September 2019                                                             |                                                                                      |
| 2020 | Save the Day The Rarities                                    | — | — | — | — | — | — | Erstveröffentlichung: 21. August 2020 mit Ms. Lauryn Hill                                            |                                                                                      |
| 2020 | Out Here on My Own The Rarities                              | — | — | — | — | — | — | Erstveröffentlichung: 18. September 2020                                                             |                                                                                      |
| 2020 | Oh Santa! Mariah Carey’s Magical Christmas Special           | DE53 (4 Wo.)DE | — | CH74 (3 Wo.)CH | UK50 (7 Wo.)UK | US76 (1 Wo.)US | R&B20 (2 Wo.)R&B | Erstveröffentlichung: 4. Dezember 2020 feat. Ariana Grande & Jennifer Hudson                         |                                                                                      |
| 2020 | Here We Go Around Again The Rarities                         | — | — | — | — | — | — | Erstveröffentlichung: 11. Dezember 2020 limitierte MC-Single                                         |                                                                                      |
| 2025 | Type Dangerous –                                             | — | — | — | — | US95 (1 Wo.)US | — | Erstveröffentlichung: 6. Juni 2025                                                                   |                                                                                      |
| 2025 | Sugar Sweet –                                                | — | — | — | — | — | — | Erstveröffentlichung: 25. Juli 2025 feat. Shenseea & Kehlani                                         |                                                                                      |
| Folgende Lieder erschienen nicht als Single, wurden aber durch das Album zu Download und Streaming bereitgestellt, oder wurden für Airplay zur Verfügung gestellt und konnten somit eine Platzierung erlangen: |                                                              | | | | | | | |                                                                                      |
| |                                                              | | | | | | | |                                                                                      |
| 2002 | Irresistible (Westside Connection) Charmbracelet             | — | — | — | — | — | R&B81 (1 Wo.)R&B | Charteinstieg: 28. Dezember 2002 feat. Westside Connection                                           |                                                                                      |
| 2005 | Mine Again The Emancipation of Mimi                          | — | — | — | — | — | R&B73 (4 Wo.)R&B | Charteinstieg: 6. August 2005                                                                        |                                                                                      |
| 2006 | So Lonely The Emancipation of Mimi                           | — | — | — | — | — | R&B65 (7 Wo.)R&B | Charteinstieg: 18. Februar 2006 mit Twista                                                           |                                                                                      |
| 2006 | Fly Like a Bird The Emancipation of Mimi                     | — | — | — | — | — | R&B19 (43 Wo.)R&B | Charteinstieg: 11. März 2006                                                                         |                                                                                      |
| 2008 | Migrate E=MC²                                                | — | — | — | — | US92 (1 Wo.)US | R&B95 (1 Wo.)R&B | Charteinstieg: 3. Mai 2008 feat. T-Pain                                                              |                                                                                      |
| 2008 | I’m That Chick E=MC²                                         | — | — | — | — | — | R&B82 (9 Wo.)R&B | Charteinstieg: 21. Juni 2008                                                                         |                                                                                      |
| 2009 | H.A.T.E.U. Memoirs of an Imperfect Angel                     | — | — | — | — | — | R&B72 (12 Wo.)R&B | Charteinstieg: 31. Oktober 2009                                                                      |                                                                                      |
| 2018 | Christmas (Baby Please Come Home) Merry Christmas            | — | — | CH50 (6 Wo.)CH | UK58 Gold · (6 Wo.)UK | US— PlatinUS | — | Charteinstieg: 30. Dezember 2018                                                                     |                                                                                      |

### Als Gastmusikerin
| Jahr | Titel Album                                         | Höchstplatzierung, Gesamtwochen, AuszeichnungChartplatzierungen (Jahr, Titel, Album, Platzierungen, Wochen, Auszeichnungen, Anmerkungen) | Höchstplatzierung, Gesamtwochen, AuszeichnungChartplatzierungen (Jahr, Titel, Album, Platzierungen, Wochen, Auszeichnungen, Anmerkungen) | Höchstplatzierung, Gesamtwochen, AuszeichnungChartplatzierungen (Jahr, Titel, Album, Platzierungen, Wochen, Auszeichnungen, Anmerkungen) | Höchstplatzierung, Gesamtwochen, AuszeichnungChartplatzierungen (Jahr, Titel, Album, Platzierungen, Wochen, Auszeichnungen, Anmerkungen) | Höchstplatzierung, Gesamtwochen, AuszeichnungChartplatzierungen (Jahr, Titel, Album, Platzierungen, Wochen, Auszeichnungen, Anmerkungen) | Höchstplatzierung, Gesamtwochen, AuszeichnungChartplatzierungen (Jahr, Titel, Album, Platzierungen, Wochen, Auszeichnungen, Anmerkungen) | Anmerkungen                                                                |
| Jahr | Titel Album                                         | DE | AT | CH | UK | US | R&B | Anmerkungen                                                                |
| ---- | --------------------------------------------------- | --- | --- | --- | --- | --- | --- | -------------------------------------------------------------------------- |
| 1994 | Endless Love Songs                                  | DE14 (19 Wo.)DE | AT13 (12 Wo.)AT | CH6 (15 Wo.)CH | UK3 Gold · (20 Wo.)UK | US2 Platin · (20 Wo.)US | R&B7 (13 Wo.)R&B | Erstveröffentlichung: 29. August 1994 Luther Vandross feat. Mariah Carey   |
| 1997 | Every Time I Close My Eyes The Day / The Moment     | DE87 (3 Wo.)DE | — | — | UK13 (4 Wo.)UK | US6 Platin · (26 Wo.)US | — | Erstveröffentlichung: 14. Januar 1997 mit Babyface, Sheila E. & Kenny G    |
| 2003 | What Would You Do –                                 | — | — | — | — | — | R&B57 (19 Wo.)R&B | Erstveröffentlichung: 2003 Shade Sheist feat. Mariah Carey                 |
| 2004 | U Make Me Wanna Kiss of Death                       | — | — | — | — | US21 Gold · (13 Wo.)US | R&B8 (24 Wo.)R&B | Erstveröffentlichung: 1. Oktober 2004 Jadakiss feat. Mariah Carey          |
| 2007 | Lil’ L.O.V.E. Strength & Loyalty                    | — | — | — | — | — | R&B66 (5 Wo.)R&B | Erstveröffentlichung: 1. Juli 2007 Bone Thugs-N-Harmony feat. Mariah Carey |
| 2008 | Just Stand Up! –                                    | — | AT73 (1 Wo.)AT | — | UK26 (3 Wo.)UK | US11 ×2Doppelplatin · (4 Wo.)US | — | Erstveröffentlichung: 21. August 2008 als Teil von Stand Up to Cancer      |
| 2009 | My Love Love vs. Money                              | — | — | — | — | US82 (4 Wo.)US | R&B36 (13 Wo.)R&B | Erstveröffentlichung: 24. Februar 2009 The-Dream feat. Mariah Carey        |
| 2010 | Everybody Hurts Hope for Haiti Now                  | DE16 (7 Wo.)DE | AT23 (7 Wo.)AT | CH16 (2 Wo.)CH | UK1 Platin · (5 Wo.)UK | — | — | Erstveröffentlichung: 7. Februar 2010 als Teil von Helping Haiti           |
| 2021 | Where I Belong Extinction Level 2: The Wrath of God | — | — | — | — | — | — | Erstveröffentlichung: 7. April 2021 Busta Rhymes feat. Mariah Carey        |
| 2022 | Big Energy (Remix) 777                              | — | — | — | UK— PlatinUK | — | — | Erstveröffentlichung: 28. März 2022 Latto feat. Mariah Carey & DJ Khaled   |

## Videoalben und Musikvideos

### Videoalben
| Jahr | Titel                                          | Höchstplatzierung, Gesamtwochen, AuszeichnungChartplatzierungen (Jahr, Titel, Platzierungen, Wochen, Auszeichnungen, Anmerkungen) | Höchstplatzierung, Gesamtwochen, AuszeichnungChartplatzierungen (Jahr, Titel, Platzierungen, Wochen, Auszeichnungen, Anmerkungen) | Höchstplatzierung, Gesamtwochen, AuszeichnungChartplatzierungen (Jahr, Titel, Platzierungen, Wochen, Auszeichnungen, Anmerkungen) | Höchstplatzierung, Gesamtwochen, AuszeichnungChartplatzierungen (Jahr, Titel, Platzierungen, Wochen, Auszeichnungen, Anmerkungen) | Höchstplatzierung, Gesamtwochen, AuszeichnungChartplatzierungen (Jahr, Titel, Platzierungen, Wochen, Auszeichnungen, Anmerkungen) | Anmerkungen                             |
| Jahr | Titel                                          | DE | AT | CH | UK | US | Anmerkungen                             |
| ---- | ---------------------------------------------- | --- | --- | --- | --- | --- | --------------------------------------- |
| 1992 | The First Vision                               | — | — | — | — | US— PlatinUS | Erstveröffentlichung: 27. Dezember 1991 |
| 1992 | MTV Unplugged                                  | — | — | — | UK35 (2 Wo.)UK | US— PlatinUS | Erstveröffentlichung: 1992              |
| 1994 | (Here Is) Mariah Carey                         | — | — | — | UK1 (55 Wo.)UK | US— PlatinUS | Erstveröffentlichung: 1994              |
| 1996 | Fantasy: Mariah Carey at Madison Square Garden | — | — | — | UK2 (36 Wo.)UK | US— PlatinUS | Erstveröffentlichung: 1996              |
| 1999 | Mariah Carey Around the World                  | — | — | — | UK2 (31 Wo.)UK | US— PlatinUS | Erstveröffentlichung: 1999              |
| 1999 | Number 1’s                                     | — | — | — | UK17 (41 Wo.)UK | US— PlatinUS | Erstveröffentlichung: 1999              |
| 2007 | The Adventures of Mimi Tour                    | — | — | — | UK10 (7 Wo.)UK | US— PlatinUS | Erstveröffentlichung: 2007              |

### Musikvideos
| Jahr | Titel                                                            | Regie                                   |
| ---- | ---------------------------------------------------------------- | --------------------------------------- |
| 1990 | Vision of Love                                                   | Bojan Bazelli                           |
| 1990 | Love Takes Time                                                  | Jeb Brien, Walter Maser                 |
| 1990 | Someday                                                          | Larry Jordan                            |
| 1991 | I Don’t Wanna Cry                                                | Jeb Bien                                |
| 1991 | There’s Got to Be a Way                                          | Larry Jordan                            |
| 1991 | Emotions (2 Versionen)                                           | Jeff Preiss                             |
| 1991 | Can’t Let Go                                                     | Jim Sonzero                             |
| 1992 | Make It Happen                                                   | Marcus Nispel                           |
| 1992 | If It’s Over                                                     | Larry Jordan                            |
| 1992 | I’ll Be There                                                    | Larry Jordan                            |
| 1993 | Dreamlover                                                       | Diane Martel                            |
| 1993 | Hero                                                             | Larry Jordan                            |
| 1994 | Without You                                                      | Larry Jordan                            |
| 1994 | Anytime You Need a Friend (2 Versionen)                          | Danielle Federici                       |
| 1994 | Endless Love                                                     | Tim Keul, Timo Frank                    |
| 1994 | All I Want for Christmas Is You (2 Versionen)                    | Diane Martel                            |
| 1994 | Miss You Most (At Christmas Time)                                | Diane Martel                            |
| 1994 | Joy to the World                                                 | Larry Jordan                            |
| 1994 | Joy to the World (Celebration Mix)                               | Irv Gotti                               |
| 1995 | Fantasy (2 Versionen)                                            | Mariah Carey                            |
| 1995 | One Sweet Day                                                    | Larry Jordan                            |
| 1995 | Forever                                                          | Larry Jordan                            |
| 1996 | Open Arms / El Amor Que Soñé                                     | Larry Jordan                            |
| 1996 | Always Be My Baby                                                | Mariah Carey                            |
| 1997 | Honey (2 Versionen)                                              | Mariah Carey, Paul Hunter, Daniel Pearl |
| 1997 | Butterfly                                                        | Mariah Carey, Daniel Pearl              |
| 1998 | Breakdown                                                        | Mariah Carey, Diane Martel              |
| 1998 | The Roof (Back in Time)                                          | Mariah Carey, Diane Martel              |
| 1998 | My All                                                           | Herb Ritts                              |
| 1998 | My All / Stay Awhile                                             | Diane Martel                            |
| 1998 | Whenever You Call                                                | Diane Martel                            |
| 1998 | Sweetheart                                                       | Hype Williams                           |
| 1998 | When You Believe                                                 | Phil Joanou                             |
| 1999 | I Still Believe                                                  | Brett Ratner                            |
| 1999 | I Still Believe / Pure Imagination (Damizza Remix)               | Mariah Carey                            |
| 1999 | Heartbreaker                                                     | Brett Ratner                            |
| 1999 | Heartbreaker (Remix)                                             | Diane Martel                            |
| 1999 | Thank God I Found You                                            | Brett Ratner                            |
| 1999 | Thank God I Found You (Make It Last Remix)                       | Sanaa Hamri                             |
| 2000 | Against All Odds (Take a Look at Me Now) (Soloversion)           | Paul Misbehoven                         |
| 2000 | Against All Odds (Take a Look at Me Now) (Duettversion)          | Mariah Carey                            |
| 2001 | Can’t Take That Away (Mariah’s Theme) (2 Versionen)              | Sanaa Hamri                             |
| 2001 | Crybaby                                                          | Sanaa Hamri                             |
| 2001 | Loverboy (2 Versionen)                                           | David LaChapelle                        |
| 2001 | Never Too Far                                                    | Vondie Curtis-Hall                      |
| 2001 | Don’t Stop (Funkin’ 4 Jamaica)                                   | Sanaa Hamri                             |
| 2001 | Last Night a DJ Saved My Life                                    | Sanaa Hamri                             |
| 2002 | Through the Rain                                                 | Dave Meyers                             |
| 2003 | Boy (I Need You)                                                 | Joseph Kahn                             |
| 2003 | Bringin’ on the Heartbreak                                       | Sanaa Hamri                             |
| 2003 | I Know What You Want                                             | Chris Robinson                          |
| 2004 | U Make Me Wanna                                                  | Sanaa Hamri                             |
| 2005 | It’s like That                                                   | Brett Ratner                            |
| 2005 | We Belong Together                                               | Brett Ratner                            |
| 2005 | Shake It Off                                                     | Jake Nava                               |
| 2005 | Get Your Number                                                  | Jake Nava                               |
| 2005 | Don’t Forget About Us                                            | Paul Hunter                             |
| 2006 | Say Somethin’                                                    | Paul Hunter                             |
| 2007 | Don’t Forget About Us (Desert Storm Remix)                       | DJ Clue                                 |
| 2007 | Lil’ L.O.V.E.                                                    | Chris Robinson                          |
| 2008 | Touch My Body                                                    | Brett Ratner                            |
| 2008 | Bye Bye                                                          | Justin Francis                          |
| 2008 | I’ll Be Lovin’ U Long Time (Remix)                               | Chris Applebaum                         |
| 2008 | I Stay in Love                                                   | Nick Cannon                             |
| 2008 | Right to Dream                                                   | Aaron Woodley                           |
| 2008 | Hero (2009)                                                      |                                         |
| 2009 | My Love                                                          | Nick Cannon                             |
| 2009 | Love Story                                                       | Nick Cannon                             |
| 2009 | Obsessed (2 Versionen)                                           | Brett Ratner                            |
| 2009 | I Want to Know What Love Is                                      | Hype Williams                           |
| 2009 | H.A.T.E.U.                                                       | Brett Ratner                            |
| 2010 | Up Out My Face                                                   | Nick Cannon, Mariah Carey               |
| 2010 | Angels Cry                                                       | Nick Cannon, Mariah Carey               |
| 2010 | Everybody Hurts                                                  | Joseph Kahn                             |
| 2010 | Oh Santa!                                                        | Ethan Lader                             |
| 2010 | Oh Santa! (HSN Promo Version)                                    |                                         |
| 2010 | O Come All Ye Faithful / Hallelujah Chorus                       |                                         |
| 2010 | Charlie Brown Christmas (HSN Promo)                              |                                         |
| 2010 | Auld Lang Syne (The New Year’s Anthem)                           |                                         |
| 2010 | When Christmas Comes                                             |                                         |
| 2012 | Triumphant (Get ’Em)                                             | Nick Cannon                             |
| 2013 | Almost Home                                                      | David LaChapelle                        |
| 2013 | #Beautiful                                                       | Joseph Kahn                             |
| 2019 | All I Want for Christmas Is You (Make My Wish Come True Edition) |                                         |

## Boxsets
| Jahr | Titel Musiklabel                                 | Höchstplatzierung, Gesamtwochen, AuszeichnungChartplatzierungen (Jahr, Titel, Musiklabel, Platzierungen, Wochen, Auszeichnungen, Anmerkungen) | Höchstplatzierung, Gesamtwochen, AuszeichnungChartplatzierungen (Jahr, Titel, Musiklabel, Platzierungen, Wochen, Auszeichnungen, Anmerkungen) | Höchstplatzierung, Gesamtwochen, AuszeichnungChartplatzierungen (Jahr, Titel, Musiklabel, Platzierungen, Wochen, Auszeichnungen, Anmerkungen) | Höchstplatzierung, Gesamtwochen, AuszeichnungChartplatzierungen (Jahr, Titel, Musiklabel, Platzierungen, Wochen, Auszeichnungen, Anmerkungen) | Höchstplatzierung, Gesamtwochen, AuszeichnungChartplatzierungen (Jahr, Titel, Musiklabel, Platzierungen, Wochen, Auszeichnungen, Anmerkungen) | Höchstplatzierung, Gesamtwochen, AuszeichnungChartplatzierungen (Jahr, Titel, Musiklabel, Platzierungen, Wochen, Auszeichnungen, Anmerkungen) | Anmerkungen                             |
| Jahr | Titel Musiklabel                                 | DE | AT | CH | UK | US | R&B | Anmerkungen                             |
| ---- | ------------------------------------------------ | --- | --- | --- | --- | --- | --- | --------------------------------------- |
| 1998 | 12s Columbia Records (Sony)                      | — | — | — | — | — | — | Erstveröffentlichung: 1998 Vinyl-Boxset |
| 2009 | Charmbracelet / The Emancipation of Mimi / E=MC² | — | — | — | — | — | R&B87 (1 Wo.)R&B | Erstveröffentlichung: 5. Oktober 2009   |

## Promoveröffentlichungen
Promo-Singles

| Jahr | Titel Album                                                         | Höchstplatzierung, Gesamtwochen, AuszeichnungChartplatzierungen (Jahr, Titel, Album, Platzierungen, Wochen, Auszeichnungen, Anmerkungen) | Höchstplatzierung, Gesamtwochen, AuszeichnungChartplatzierungen (Jahr, Titel, Album, Platzierungen, Wochen, Auszeichnungen, Anmerkungen) | Höchstplatzierung, Gesamtwochen, AuszeichnungChartplatzierungen (Jahr, Titel, Album, Platzierungen, Wochen, Auszeichnungen, Anmerkungen) | Höchstplatzierung, Gesamtwochen, AuszeichnungChartplatzierungen (Jahr, Titel, Album, Platzierungen, Wochen, Auszeichnungen, Anmerkungen) | Höchstplatzierung, Gesamtwochen, AuszeichnungChartplatzierungen (Jahr, Titel, Album, Platzierungen, Wochen, Auszeichnungen, Anmerkungen) | Höchstplatzierung, Gesamtwochen, AuszeichnungChartplatzierungen (Jahr, Titel, Album, Platzierungen, Wochen, Auszeichnungen, Anmerkungen) | Anmerkungen                                                  |
| Jahr | Titel Album                                                         | DE | AT | CH | UK | US | R&B | Anmerkungen                                                  |
| ---- | ------------------------------------------------------------------- | --- | --- | --- | --- | --- | --- | ------------------------------------------------------------ |
| 1994 | Miss You Most (At Christmas Time) Merry Christmas                   | — | — | — | — | — | — | Erstveröffentlichung: 1994                                   |
| 1994 | Joy to the World Merry Christmas                                    | — | — | — | — | — | — | Erstveröffentlichung: November 1994                          |
| 1996 | Forever Daydream                                                    | — | — | — | — | — | — | Erstveröffentlichung: März 1996                              |
| 1996 | Forever Daydream                                                    | — | — | — | — | — | — | Erstveröffentlichung: März 1996                              |
| 1996 | Underneath the Stars Daydream                                       | — | — | — | — | — | — | Erstveröffentlichung: 5. April 1996                          |
| 1996 | Things That U Do Vol. 3… Life and Times of S. Carter                | — | — | — | — | — | — | Erstveröffentlichung: Dezember 1999 Jay-Z feat. Mariah Carey |
| 2001 | Reflections (Care Enough) Glitter                                   | — | — | — | — | — | — | Erstveröffentlichung: 27. September 2001                     |
| 2008 | Right to Dream Tennessee O.S.T.                                     | — | — | — | — | — | — | Erstveröffentlichung: 1. Dezember 2008                       |
| 2011 | All I Want for Christmas Is You (SuperFestive!) Under the Mistletoe | — | — | — | — | US86 Gold · (1 Wo.)US | — | Erstveröffentlichung: 1. November 2011 mit Justin Bieber     |
| 2014 | You Don’t Know What to Do Me. I Am Mariah… The Elusive Chanteuse    | — | — | — | — | — | — | Erstveröffentlichung: 30. Juni 2014 feat. Wale               |

## Sonderveröffentlichungen

### Kompilationen
| Jahr | Titel Musiklabel                        | Anmerkungen                                                        |
| ---- | --------------------------------------- | ------------------------------------------------------------------ |
| 2010 | Playlist: The Very Best of Mariah Carey | Erstveröffentlichung: 26. Januar 2010 Teil der Reihe Playlist      |
| 2018 | Japan Best                              | Erstveröffentlichung: 17. Oktober 2018 nur in Japan veröffentlicht |

### EPs
| Jahr | Titel Musiklabel | Anmerkungen                                                           |
| ---- | ---------------- | --------------------------------------------------------------------- |
| 2000 | Valentines       | Erstveröffentlichung: 25. Januar 2000 exklusiv bei Walmart vertrieben |

### Boxsets
| Jahr | Titel Musiklabel                     | Anmerkungen                                                       |
| ---- | ------------------------------------ | ----------------------------------------------------------------- |
| 2001 | Mariah Carey / Emotions / Music Box  | Erstveröffentlichung: 2001 Teil der Reihe Original 123 CD Box Set |
| 2001 | MTV Unplugged / Daydream / Butterfly | Erstveröffentlichung: 2001 Teil der Reihe Original 123 CD Box Set |
| 2003 | Music Box / Rainbow                  | Erstveröffentlichung: 2003 Teil der Reihe x2                      |
| 2007 | Daydream / Butterfly                 | Erstveröffentlichung: 2007 Teil der Reihe x2                      |

## Statistik

### Chartauswertung
|                     | DE     | AT     | CH     | UK     | US     | R&B      |
| ------------------- | ------ | ------ | ------ | ------ | ------ | -------- |
| Nummer-eins-Alben   | DE2DE  | AT1AT  | CH2CH  | UK2UK  | US6US  | R&B8R&B  |
| Top-10-Alben        | DE8DE  | AT7AT  | CH10CH | UK13UK | US18US | R&B18R&B |
| Alben in den Charts | DE19DE | AT17AT | CH21CH | UK21UK | US23US | R&B25R&B |

|                       | DE     | AT     | CH     | UK     | US     | R&B      |
| --------------------- | ------ | ------ | ------ | ------ | ------ | -------- |
| Nummer-eins-Singles   | DE2DE  | AT2AT  | CH2CH  | UK4UK  | US19US | R&B10R&B |
| Top-10-Singles        | DE6DE  | AT4AT  | CH12CH | UK24UK | US29US | R&B27R&B |
| Singles in den Charts | DE37DE | AT21AT | CH33CH | UK48UK | US50US | R&B60R&B |

|                          | DE    | AT    | CH    | UK    | US    |
| ------------------------ | ----- | ----- | ----- | ----- | ----- |
| Nummer-eins-Videoalben   | DE—DE | AT—AT | CH—CH | UK1UK | US—US |
| Top-10-Videoalben        | DE—DE | AT—AT | CH—CH | UK4UK | US—US |
| Videoalben in den Charts | DE—DE | AT—AT | CH—CH | UK6UK | US—US |

### Auszeichnungen für Musikverkäufe
| Land/RegionAuszeichnungen für Musikverkäufe (Land/Region, Auszeichnungen, Verkäufe, Quellen) | Silber     | Gold         | Platin         | Diamant       | Verkäufe     | Quellen                                                        |
| -------------------------------------------------------------------------------------------- | ---------- | ------------ | -------------- | ------------- | ------------ | -------------------------------------------------------------- |
| Argentinien (CAPIF)                                                                          | —          | 2× Gold2     | —              | —             | 60.000       | capif.org.ar (Memento vom 12. Januar 2009 im Internet Archive) |
| Australien (ARIA)                                                                            | —          | 14× Gold14   | 80× Platin80   | —             | 6.055.000    | aria.com.au                                                    |
| Belgien (BRMA)                                                                               | —          | 3× Gold3     | 5× Platin5     | —             | 325.000      | ultratop.be                                                    |
| Brasilien (PMB)                                                                              | —          | 10× Gold10   | 13× Platin13   | Diamant1      | 2.080.000    | pro-musicabr.org.br                                            |
| Dänemark (IFPI)                                                                              | —          | 6× Gold6     | 11× Platin11   | —             | 680.000      | ifpi.dk                                                        |
| Deutschland (BVMI)                                                                           | —          | 4× Gold4     | 8× Platin8     | —             | 4.950.000    | musikindustrie.de                                              |
| Europa (IFPI)                                                                                | —          | —            | 16× Platin16   | —             | (16.000.000) | ifpi.org (Memento vom 1. Januar 2014 im Internet Archive)      |
| Finnland (IFPI)                                                                              | —          | Gold1        | —              | —             | 47.382       | ifpi.fi                                                        |
| Frankreich (SNEP)                                                                            | 4× Silber4 | 14× Gold14   | 6× Platin6     | Diamant1      | 4.190.000    | infodisc.fr snepmusique.com                                    |
| Griechenland (IFPI)                                                                          | —          | —            | 2× Platin2     | —             | 40.000       | Einzelnachweise                                                |
| Hongkong (IFPI/HKRIA)                                                                        | —          | —            | 2× Platin2     | —             | 40.000       | ifpihk.org                                                     |
| Irland (IRMA)                                                                                | —          | Gold1        | Platin1        | —             | 22.500       | irishcharts.ie                                                 |
| Italien (FIMI)                                                                               | —          | 2× Gold2     | 7× Platin7     | —             | 685.000      | fimi.it                                                        |
| Japan (RIAJ)                                                                                 | —          | 6× Gold6     | 21× Platin21   | 10× Diamant10 | 14.450.000   | riaj.or.jp JP2 JP3                                             |
| Kanada (MC)                                                                                  | —          | 8× Gold8     | 45× Platin45   | Diamant1      | 4.685.000    | musiccanada.com                                                |
| Mexiko (AMPROFON)                                                                            | —          | 3× Gold3     | 4× Platin4     | —             | 825.000      | Einzelnachweise                                                |
| Neuseeland (RMNZ)                                                                            | —          | 15× Gold15   | 48× Platin48   | —             | 1.132.500    | aotearoamusiccharts.co.nz NZ2 NZ3                              |
| Niederlande (NVPI)                                                                           | —          | 3× Gold3     | 13× Platin13   | —             | 1.415.000    | nvpi.nl                                                        |
| Norwegen (IFPI)                                                                              | —          | 3× Gold3     | 17× Platin17   | —             | 535.000      | ifpi.no (Memento vom 5. November 2012 im Internet Archive) NO2 |
| Österreich (IFPI)                                                                            | —          | 2× Gold2     | 3× Platin3     | —             | 200.000      | ifpi.at                                                        |
| Philippinen (PARI)                                                                           | —          | Gold1        | —              | —             | 7.500        | Einzelnachweise                                                |
| Polen (ZPAV)                                                                                 | —          | 2× Gold2     | —              | —             | 100.000      | olis.pl                                                        |
| Portugal (AFP)                                                                               | —          | —            | 3× Platin3     | —             | 30.000       | Einzelnachweise                                                |
| Russland (NFPF)                                                                              | —          | Gold1        | —              | —             | 10.000       | 2m-online.ru                                                   |
| Schweden (IFPI)                                                                              | —          | Gold1        | 16× Platin16   | —             | 1.305.000    | sverigetopplistan.se                                           |
| Schweiz (IFPI)                                                                               | —          | 10× Gold10   | 5× Platin5     | —             | 515.000      | hitparade.ch                                                   |
| Singapur (RIAS)                                                                              | —          | Gold1        | 2× Platin2     | —             | 25.000       | rias.org.sg                                                    |
| Spanien (Promusicae)                                                                         | —          | 4× Gold4     | 13× Platin13   | —             | 1.240.000    | elportaldemusica.es ES2                                        |
| Südafrika (RISA)                                                                             | —          | Gold1        | —              | —             | 25.000       | mi2n.com                                                       |
| Südkorea (KMCA)                                                                              | —          | —            | —              | —             | 719.159      | Einzelnachweise                                                |
| Vereinigte Staaten (RIAA)                                                                    | —          | 16× Gold16   | 132× Platin132 | 3× Diamant3   | 157.805.000  | riaa.com                                                       |
| Vereinigtes Königreich (BPI)                                                                 | 5× Silber5 | 19× Gold19   | 36× Platin36   | —             | 21.807.000   | bpi.co.uk                                                      |
| Insgesamt                                                                                    | 9× Silber9 | 153× Gold153 | 509× Platin509 | 16× Diamant16 |              |                                                                |